# Yeah! (Def Leppard)
| Recensione    | Giudizio |
| ------------- | -------- |
| AllMusic      |          |
| Rolling Stone |          |

Yeah! è un album di cover del gruppo musicale britannico Def Leppard, pubblicato il 23 maggio 2006. Si tratta di una raccolta di reinterpretazioni di pezzi appartenenti alla scena glam rock inglese degli anni settanta. Raggiunse la posizione numero 16 della Billboard 200 negli Stati Uniti e la numero 52 della Official Albums Chart.
L'uscita del disco era inizialmente prevista per il 20 settembre 2005, ma è poi slittata al 23 maggio 2006. La cover di No Matter What dei Badfinger era infatti già stata pubblicata come singolo l'anno precedente e inclusa nella raccolta Rock of Ages: The Definitive Collection per il mercato americano.

## Artwork
Il booklet dell'album contiene foto dei vari membri dei Def Leppard intenti a replicare copertine e immagini iconiche degli album anni '70.
- Rick Savage – Freddie Mercury in Queen II
- Vivian Campbell – Marc Bolan in Electric Warrior dei T. Rex
- Joe Elliott – David Bowie nella copertina posteriore di The Rise and Fall of Ziggy Stardust and the Spiders from Mars
- Rick Allen – Lou Reed in Transformer
- Phil Collen – Iggy Pop in Raw Power degli Stooges

La pagina di copertina interna presenta inoltre una figura con il vecchio logo a forma di triangolo dei Def Leppard (dall'album On Through the Night) attraversato da un raggio di luce che crea un arcobaleno, in maniera simile alla celebre immagine dell'album The Dark Side of the Moon dei Pink Floyd.

## Tracce
1. 20th Century Boy (Bolan) 3:40 (T. Rex cover)
2. Rock On (Essex) 2:53 (David Essex cover)
3. Hanging on the Telephone (Lee) 2:22 (The Nerves cover)
4. Waterloo Sunset (Davies) 3:38 (The Kinks cover)
5. Hell Raiser (Chapman, Chinn) 3:19 (Sweet cover)
6. 10538 Overture (Lynne) 4:30 (Electric Light Orchestra cover)
7. Street Life (Ferry) 3:26 (Roxy Music cover)
8. Drive-In Saturday (Bowie) 4:07 (David Bowie cover)
9. Little Bit of Love (Fraser, Kirke, Kossoff, Rodgers) 2:33 (Free cover)
10. The Golden Age of Rock 'N' Roll (Ian Hunter) 3:28 (Mott the Hoople cover)
11. No Matter What (Ham) 2:51 (Badfinger cover)
12. He's Gonna Step on You Again (Demetriou, Kongos) 4:04 (John Kongos cover)
13. Don't Believe a Word (Lynott) 2:19 (Thin Lizzy cover)
14. Stay with Me (Stewart, Wood) 4:30 (Faces cover)

EP bonus solo per le copie acquistate nei negozi Walmart
1. American Girl (Petty) 3:34 (Tom Petty and the Heartbreakers cover)
2. Backstage Interview No. 1
3. Search and Destroy (Pop, Williamson) 3:27 (The Stooges cover)
4. Backstage Interview No. 2
5. Space Oddity (Bowie) 5:27 (David Bowie cover)
6. Backstage Interview No. 3
7. Dear Friends (May) 1:28 (Queen cover)
8. Heartbeat (Jobriath) 2:45 (Jobriath cover)

## Formazione
Gruppo
- Joe Elliott – voce, pianoforte, tutti gli strumenti in Space Oddity
- Phil Collen – chitarra, cori, voce solista in Stay with Me e Search and Destroy, tutti gli strumenti in Search and Destroy
- Vivian Campbell – chitarra e cori
- Rick Savage – basso, cori, voce solista e tutti gli strumenti in Dear Friends
- Rick Allen – batteria

Altri musicisti
- Justin Hawkins – cori in Hell Raiser
- Marc Danzeisen – batteria ed armonica a bocca in American Girl

Produzione
- Joe Elliott – direzione artistica
- Mick Rock – fotografie